# أنثيم (شركة)

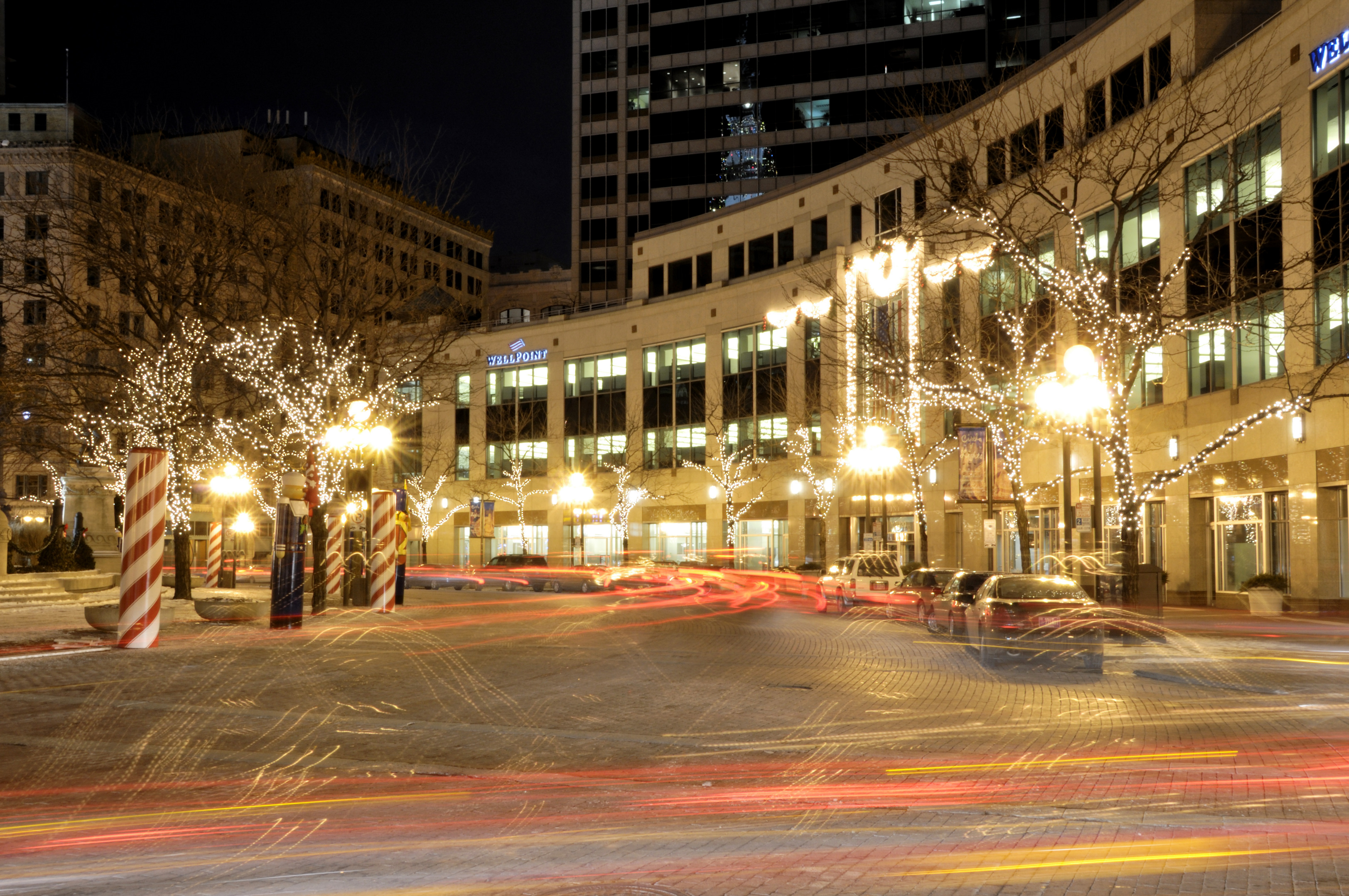
مقر الشركة في دائرة النصب التذكاري في انديانابوليس

أنثيم هي شركة تقدم التأمين الصحي في الولايات المتحدة. وهي أكبر شركة للرعاية الصحية تدار من أجل الربح في جمعية بلو كروس بلو شيلد. اعتبارا من عام 2018، كان لدى الشركة ما يقرب من 40 مليون عضو.
تحتل أنثيم المرتبة 33 على قائمة فورتشن 500.
قبل عام 2014، تم تسمية ويل بوينت تم تأسيس الشركة من خلال دمج ويل بوينت عام 2004، ومقرها في كاليفورنيا،  أنثيم  ومقرها في انديانابوليس، بعد أن استحوذت كلتا الشركتين على العديد من شركات التأمين الصحي.
تعمل الشركة أنثيم بلو كروس في كاليفورنيا، حيث يوجد بها حوالي 800000 عميل وهي أكبر شركة تأمين صحي. تعمل إمباير بلو كروس بلو شيلد في ولاية نيويورك وكنشيد بلو كروس بلو شيلد في 10 ولايات.

## روابط خارجية
- الموقع الرسمي